# Josep Oriol Molgosa i Valls
Josep Oriol Molgosa i Valls (Barcelona, 17 de desembre de 1844 — Barcelona, 15 d'abril del 1909) va ser administrador i gerent de teatres, editor, escriptor, actor i dramaturg. Se li atribueix la frase publicitària "éxito que ha asombrado a la misma empresa".

## Biografia
Era fill de Josep Oriol Molgosa i Ferrer d'ofici teixidor natural de Barcelona i de Francesca Valls i Casanovas de L'Hospitalet de Llobregat. Membre d'una família artística, el seu germà Jaume va ser actor i dramaturg, i Susagna Molgosa, filla d'aquest, actriu. Fills d'en Josep Oriol foren Conrad i Ramon Molgosa i Planas, ambdós músics i compositors.
Al llarg de la seva carrera professional tocà diverses tecles en el món del teatre barceloní: va ser apuntador (1870, teatre Odeon), actor (1882, teatre Espanyol), gerent (1883-1886, diversos teatres del passeig de Gràcia), representant (1887, teatre Novedades) i, finalment i per molts anys, administrador del teatre Tívoli (1887-1902). A més, escriví, traduí o arranjà gran nombre d'obres de teatre, i feu imprimir fullets amb arguments de peces representades.
Fou autor d'un important nombre d'obres de teatre. Per bé que moltes quedaren inèdites (per exemple César el mulato, drama en 4 actos, del 1883; Un mató ó'l dia de San Joseph), també se'n publicaren moltes altres, en català i en castellà. En destaquen Una resurrecció (1887), Mestre Jan o l'honra del treball (1895) i, en castellà, la força citada El sitio de Gerona (1887). Col·laborà en publicacions periòdiques, especialment al Diario de Comercio que havia dirigit en Pere Estasen, però també en altres, com el 1863 a la revista madrilenya Semanario Popular (La choza, al núm. 10; El arbol de la rigidez, al núm. 15), el 1874 a La Rondalla (La negra intenció d'un negre, p. 40), a l'Almanac de l'Esquella de la Torratxa (La camisa de l'amor, 1891; Separació, 1892; Á Joseph O. Molgosa, 1893) i a La Tomasa el 1892 (Escatimadora, poesia) i el 1903 (poema Voluntaris catalans). El 1893 aplegà un seguit d'escrits circumstancials en el volum Caprichos de sobremesa, que s'autoedità. També traduí i arranjà obres d'altres autors (Edmond Rostand, Théodore Lajarte). Durant el temps que fou administrador de teatre, edità força llibrets amb l'argument, i de vegades fragments del text, de les obres que s'hi representaven.
Va ser membre de la societat humorística "El Niu Guerrer" (apareix com a secretari el 1880).

D'ell es digué 
| «                    | Molgosa, desconegut de les promocions actuals, fou a la segona meitat del segle xix popularíssim en el món teatral barceloní... Per espai de quaranta anys fou Molgosa primer i segon apuntador i actor, representant, administrador i autor, ço que diu la varietat i l'extensió de les seves aptituds. | » |
| — Teatre català 1932 | |   |

## Obres
(selecció)
- Molgosa, José Oriol. Caprichos de sobremesa, prosa y verso [català i castellà].  Barcelona: Imp. de Henrich y Cia., 1893.
- Molgosa, José Oriol; Verdú, Josep Gestus. Colls y punys, comedia catalana en un acte y en vers.  Barcelona: Bibl. de Lo Teatro Catalá, 1895 (Biblioteca del periódich Lo teatro catalá). Estrenada el 1879[10]
- «Els còmics d'afició». El teatre català, 3, 24 i 31 desembre 1932. Reimpressió d'un escrit del 1868, en tres parts: Les societats dramàtiques; L'assaig; La representació
- Rostan, Edmundo; Molgosa, José O. (traducció i adaptació). Cyrano de Bergerac, revista y explicación de la interesante tragicomedia en 5 actos.  Barcelona: Joaquín Solé, 1903.
- Molgosa, José O.; Pous, José María; Giménez, Ricardo (música). Los Españoles en Africa, episodio dramático histórico, en un acto y seis cuadros.  Barcelona: Imp. Pujol y Cia., 1894. Estrenada el 1894
- Molgosa Valls, Joseph Oriol. Mestre Jan, o, L'honra del trevall, drama català en cinch actes, arreglo... de la novela Mr. Lombart l'artisan.  Barcelona: Lo Teatro Regional, 1895 (Biblioteca de Lo Teatro Regional). Del 1873, va ser estrenada censurada[11] el 1880[12][13]
- Pablo Clarís, ó, El padre de los catalanes, drama histórico-patriótico, en 7 actos y en prosa.  Barcelona: Lo Teatre Català, 1898 (Biblioteca de'l periódich Lo teatro catalá). Estrenada el 1878
- Molgosa Valls, José O. La República Francesa, o, La revolución del 93, drama histórico en 6 actos y en prosa basado sobre la historia de Francia.  Barcelona: Lo teatre catalá, 1897 (Biblioteca del periódich Lo teatro catalá). Estrenada el 1880
- Molgosa Valls, Joseph O. Una resurrecció, comèdia en un acte, 1887. Estrenada el 1885
- Boisseaux, Henry (autor original, no acreditat); Lajarte, Théodore (música); Casademunt, Joan Manel (adaptació); Molgosa, José O. (adaptació). El Secreto de mi tío, pasatiempo cómico-lírico en un acto y en prosa.  Barcelona: Imprenta de Jaime Jepús, 1890. Estrena barcelonina, 1890; adaptació de Le Secret de l'oncle Vincent[14]
- Molgosa Valls, José O. El Sitio de Gerona, drama histórico-patriótico en 3 actos y un prólogo.  Barcelona: Librería de Eudaldo Puig, 1879. Estrenada el 1878[15][16]

## Impressions
- Ocaña, Aquilino Juan (lletra); Espí Ulrich, José (música). Aurora, argumento de la ópera española en tres actos y 5 cuadros.  Barcelona: José Oriol Molgosa, s.a..
- Pina Domínguez, Mariano (lletra); Vidal y Llimona, Andrés (música). El colegial Totó, argumento y coplas de la zarzuela cómica en tres actos.  Barcelona: Molgosa (José Oriol), s.a..
- Camprodón, F. (lletra); Gaztambide, (música). Argumento y cantables de la zarzuela en tres actos, arreglada á la escena española, El Diablo las carga.  Barcelona: Molgosa, [19?].
- Feliu y Codina, José (lletra); Bretón, Tomás (música). La Dolores, argumento de la ópera española en tres actos y en verso.  Barcelona: José Oriol Molgosa, s.a..
- Fereal, C. (lletra); Bretón, Tomás (música); Agramunt, J. (arranjament castellà). Garín, argumento de la ópera en cuatro cuadros.  Barcelona: José Oriol Molgosa, 1893. S'hi indica: "Este argumento es propiedad de José Oriol Molgosa"
- Pina Domínguez, Mariano (lletra); Roger, Víctor (música); Vidal y Llimona, Andrés (arranjament). El húsar, argumento, coplas y versos de la zarzuela cómica en dos actos y tres cuadros.  Barcelona: José Oriol Molgosa, 1893.
- Boucheron, Maxime (lletra); Audran, Edmond (música); Granés, Salvador Mª. Miss Helyett, opereta cómica en tres actos.  Barcelona: José O. Molgosa, 189?. Estrenada al Teatre Tívoli el 1892
- Sierra, Eugenio (text); Albéniz, Isaac (música). Argumento de la zarzuela cómica en un acto y dos cuadros Sant Antonio de la Florida.  Barcelona: Molgosa (José Oriol), 1895? [Consulta: 10 desembre 2013]. Arxivat 2013-12-15 a Wayback Machine.
- Jaques, Federico (lletra); Rubio, Ángel (música); Gª Catalá, Juan (música). La Virgen del mar, zarzuela en dos actos, divididos en siete cuadros.  Barcelona: José O. Molgosa, 1890.
- Llibrets d'òperes: Lakmé
- Col·lecció "Biblioteca de l'espectador": Nuestra Señora de París, de Victor Hugo; 137 - Artús, d'Amadeu Vives; 155 - Tristán e Isolda, de Wagner; 199 - Ifigenia en Taurida, de Gluck; 209 - Sigfrido, de Wagner; 210-Los ingleses en el Transwaal, de Leon Fayet